# Pietro Galletto
Pietro Galletto (Treviso, 25 maggio 1929) è uno scrittore italiano.
È autore di romanzi e di opere storiche.
Dopo due libri di carattere autobiografico Mio padre (1963) e il Dono di Brunella (1965) si è dedicato alla forma letteraria del romanzo calando i protagonisti nella realtà storica della seconda metà dell'Ottocento e della prima metà del Novecento. Successivamente si è dedicato alla ricerca storica pubblicando varie opere sulla storia italiana.
Ha ricevuto una lettera di ringraziamento da parte dell'ex Presidente della Repubblica Oscar Luigi Scalfaro in merito all'opera Dai comuni medievali alla Repubblica Italiana.
Ha curato la trasmissione televisiva I grandi Veneti dell'800 andata in onda sull'emittente locale Televeneto.

## Cronologia delle opere
- Mio padre, (1963), Roma, Edizioni Borla
- Il dono di Brunella, (1965), Roma, Editrice Borla
- La firma, (1977), Roma, Editrice Borla
- La ruota, (1984), Roma, Editrice Borla
- Soldi o acquasanta?, (1989), Padova, Gregoriana Editrice
- Galantuomini padovani dell'Ottocento, (1992), Padova, Libreria Editrice Draghi
- Come lo scricciolo, (1994), Verona, Editrice Circolo culturale "E. Medi"
- I due ritorni, (1995), Verona, Editrice Circolo culturale "E. Medi"
- La Resistenza in Italia e nel Veneto, (1996), San Zenone degli Ezzelini (TV), Giovanni Battagin Editore
- Fine e rinascita della Repubblica di San Marco (1797-1848), (1996), San Zenone degli Ezzelini (TV), Giovanni Battagin Editore
- Alberto Cavalletto (1813-1897), (1997), Padova, Libreria Editrice Draghi
- Antonio Tolomei, (1998), San Zenone degli Ezzelini (TV), Giovanni Battagin Editore
- La vita di Daniele Manin e l'epopea veneziana del 1848-49, (1999), San Zenone degli Ezzelini (TV), Giovanni Battagin Editore
- Dai comuni medievali alla Repubblica Italiana, (2001), San Zenone degli Ezzelini (TV), Giovanni Battagin Editore
- Mazzini nella vita e nella storia, (2005), San Zenone degli Ezzelini (TV), Giovanni Battagin Editore
- Veneti Illustri dell'Ottocento, (2013), Urbana (PD), Fratelli Corradin Editori